# Groupie
Als Groupie (von engl. group, ‚Gruppe‘) wird ein meistens weiblicher Fan bezeichnet, der seine Aufmerksamkeit einem Idol oder Star, meist aus dem Bereich der Kunst, Kultur, Sport oder Politik, widmet, oft auch in sexueller Hinsicht. Groupies gehen über das weitgehend als normal zu bezeichnende Verhalten eines Fans hinaus, ohne jedoch als Stalker zu gelten.

## Geschichte
Die ersten Groupies gab es Mitte der 1940er Jahre, als Frank Sinatra bei öffentlichen Auftritten von tausenden kreischenden weiblichen „Bobby-Soxern“ im Teenageralter umschwärmt wurde. Zu einem kulturellen Phänomen wurden sie in den 1960er Jahren mit dem Aufkommen der Popkultur und der sexuellen Revolution. Das Wort ‚groupie‘ ist im Englischen seit den 1960er-Jahren in Gebrauch. Eine bekannte Groupiegruppe waren die GTO’s aus den späten 1960er Jahren im Umfeld von Frank Zappa. Pamela Des Barres, die zu ihnen gehörte, dokumentierte diese Zeit später in ihrem Buch. Es kam ihr zufolge vor, dass sich Groupies durch die Roadcrew eines Stars bis zu diesem ,hochschliefen‘. Frank Zappa prägte dafür in seinem gleichnamigen Stück des Albums Joe’s Garage 1979 den abfälligen Ausdruck crew slut (etwa: „Mannschaftsschlampe“). Wenn sich Groupies in Kriminelle verlieben ist von Hybristophilie die Rede, Groupies von Serienmördern werden murder groupies genannt.

## Kritik
Der Umgang mit Groupies von Seiten der Rockbands und ihrer Crews war und ist wiederkehrend von Abwertung, Verachtung und teilweise körperlicher Gewalt bestimmt (häufig unter Einwirkung von Drogen), es gab jedoch Ausnahmen, bei denen die von einem Machtgefälle bestimmten Begegnungen zu echten Liebesbeziehungen führten. Im Zuge der MeToo-Bewegung wurde das Groupie-Phänomen kritisiert, insbesondere nach den 2023 bekannt gewordenen Vorwürfen gegen den Rammstein-Sänger Till Lindemann.
Die Zuordnung als Groupie in der öffentlichen Wahrnehmung setzt die Betroffenen einem erhöhten Missbrauchsrisiko und Schmälerung ihrer Glaubwürdigkeit aus, weshalb die Aufdeckung bisheriger Vergehen selten zu sozialen, finanziellen oder strafrechtlichen Konsequenzen für die Täter führte. In einer Studie über Groupies in der Heavy-Metal-Szene der 1980er-Jahre gaben 25 Prozent der Befragten an, sexuell missbraucht oder vergewaltigt worden zu sein.

## Groupies im Film
1970 erschien der deutsche Sexploitationfilm Ich – ein Groupie. Der Film This Is Spinal Tap nahm 1984 auf satirische Art unter anderem auch das „Groupieleben“ aufs Korn. Auch der 1999 gedrehte Film Almost Famous – Fast berühmt mit Kate Hudson spielt im selben Milieu. Der 1998 gedrehte Film De Fögi isch en Souhund handelt von einem schwulen Groupie. In der 2002 gedrehten Komödie Groupies Forever (Originaltitel: The Banger Sisters) spielen Goldie Hawn und Susan Sarandon zwei in die Jahre gekommene ehemalige Groupies. Die mögliche Abwertung und körperliche Gewalt an einem Groupie visualisiert Alan Parkers Film The Wall. In Deutschland erschienen die Filme Groupies bleiben nicht zum Frühstück (2010) und Das wilde Leben (2007), ein Film über Uschi Obermaier.

## Bekannte Groupies
- Cynthia Plaster Caster (Cynthia Albritton)
- Bebe Buell
- Sable Starr
- Monika Dannemann
- Anita Pallenberg
- Nancy Spungen
- Uschi Obermaier
- „Pleather“[10]

## Lieder über Groupies
- Ruby Tuesday von Rolling Stones, 1967
- Summer ’68 von Pink Floyd, 1970
- Groupy Girl von Tony Joe White, 1970
- Apple Scruffs von George Harrison, 1970
- Black Dog von Led Zeppelin, 1971
- Groupie Girl von John Mayall, 1971
- Ladies of the Road von King Crimson, 1971
- Superstar von den Carpenters, 1971
- Tiny Dancer von Elton John, 1972
- Rip This Joint von The Rolling Stones, 1972
- Roland the Roadie and Gertrude the Groupie von Dr. Hook, 1972
- Star Star (Star Fucker) The Rolling Stones, 1973
- Love Is the Drug von Roxy Music, 1975
- No Head No Backstage Pass von Funkadelic, 1975
- Queen of 1964 von Neil Sedaka, 1975
- Lovely Lubina von Lone Star, 1977
- Plaster Caster von Kiss, 1977
- Angelika von Udo Lindenberg, 1978
- Famous Groupies von Wings, 1978
- Young Lust von Pink Floyd, 1979
- Crew Slut von Frank Zappa, 1979
- La groupie du pianiste von Michel Berger, 1980
- Dirty Diana von Michael Jackson, 1987
- Elke von Die Ärzte, 1988
- Standing by Your Hero von The Perc Meets the Hidden Gentleman, 1990
- Telefonterror von Freundeskreis, 1996
- Groupie von Snoop Dogg, 1996
- Starf*ckers Inc. von Nine Inch Nails, 1999
- Groupie Love von G Unit, 2003
- Groupie Luv von 213, 2004
- Superhuman von Velvet Revolver, 2004
- Was hat er von Sido, 2004
- Loretta von Will Smith, 2005
- Head to Toe von Kings of Leon, 2005
- Ab 18 von Bushido und Baba Saad, 2005
- One Night Stand von Motörhead, 2006
- So viele Nummern von Bushido und Eko Fresh, 2006
- Backstage Pass von Fler, B-Tight und Alpa Gun, 2006
- Groupie von Tech N9ne, 2006
- Industry Groupie von Chamillionaire, 2007
- Reden von Tokio Hotel, 2007
- Charmer von Kings of Leon, 2008
- Rap ist mein Fetisch von F.R., 2008
- Mansion Song von Kate Nash, 2010
- Solange du gut aussiehst von RAF Camora, 2010
- The Adventures of Raindance Maggie von Red Hot Chili Peppers, 2011
- Groupie von Bob Sinclar, 2012
- Groupie Handy von RAF Camora, 2012
- Groupiesong von Der Asiate, 2013
- Nur für eine Nacht von Betontod, 2015
- Dörte Müller von Sudden, 2015
- Homies und Groupies von Mike Singer, 2017
- Groupie Love von Lana Del Rey, 2017
- Space Invader von Lance Butters, 2018

### Memoiren und Romane
- Pamela Des Barres: I'm with the Band: Confessions of a Groupie. New English Library, 1989, ISBN 0-450-50637-1.
- Pamela Des Barres: Take Another Little Piece of My Heart: A Groupie Grows Up. William Morrow & Co, 1992, ISBN 0-688-09149-0.
- Connie Hamzy: Rock Groupie: The Intimate Adventures of „Sweet Connie“ from Little Rock. Spi Books, 1995, ISBN 1-56171-361-9.
- Bebe Buell: Rebel Heart: An American Rock 'n' Roll Journey. St. Martin's Press, 2001, ISBN 0-312-26694-4.
- Jenny Fabian: Groupie. Roman. Rowohlt, Reinbek bei Hamburg 1972, ISBN 3-499-11477-1.

### Forschung
- Bettina Fritzsche: Pop-Fans: Studie einer Mädchenkultur. Leske + Budrich, Opladen 2003, ISBN 3-8100-3770-2; 2. Auflage, VS Verlag für Sozialwissenschaften, Wiesbaden 2011, ISBN 978-3-531-16572-1 (= Geschlecht & Gesellschaft, Band 31, Dissertation Freie Universität Berlin 2003).
- Almut Sülzle: Fußball, Frauen, Männlichkeiten: eine ethnographische Studie im Fanblock. Campus, Frankfurt am Main / New York, NY 2011, ISBN 978-3-593-39508-1 (Dissertation Philipps-Universität Marburg 2010).